# Lynel Kitambala
Lynel Darcy Kitambala (* 26. Oktober 1988 in Creil, Frankreich) ist ein französischer Fußballspieler mit kongolesischen Wurzeln.

## Karriere
Kitambala schaffte 2008 den Sprung aus dem B-Team von AJ Auxerre in die Profielf. Dort bestritt er acht Spiele. Für die Saison 2009/10 wurde er an den französischen Zweitligisten FCO Dijon ausgeliehen und spielte eine erfolgreiche Saison, in der er zu 34 Einsätzen kam und 13 Tore erzielte. In der Sommertransferperiode 2010 kam das Gerücht auf, dass der FC Sevilla, AC Florenz und der SC Freiburg Interesse an einer Verpflichtung von Lynel Kitambala hätten. Jedoch lehnte AJ Auxerre Trainer Jean Fernandez alle Angebote bezüglich Kitambala ab; dieser blieb daher eine weitere Saison bei dem französischen Erstligisten unter Vertrag. Seit August 2011 steht er beim französischen Rekordmeister AS Saint-Étienne unter Vertrag. Ende August 2012 wurde er für die Saison 2012/13 an den deutschen Zweitligisten Dynamo Dresden ausgeliehen, eine vertraglich gesicherte Kaufoption zog der Verein nach Ablauf des Leihgeschäfts jedoch nicht. Für die Saison 2013/14 wurde er von Saint-Étienne an den französischen Zweitligisten AJ Auxerre ausgeliehen. Von 2014 bis 2015 stand der Stürmer beim belgischen Verein Sporting Charleroi unter Vertrag.
Es folgten weitere Stationen bei Lewski Sofia, RU Saint-Gilloise, Apollon Smyrnis und FK Senica. Seit dem 28. Februar 2019 spielt Kitambala für den SC Farense in der portugiesischen Segunda Liga.

## Privates
Kitambala ist verheiratet und seit September 2012 Vater einer Tochter. Auch sein Vater war Fußballspieler.